# Odsúdené
Odsúdené (cz. Odsouzené) – słowacko-czeski serial telewizyjny, pierwotnie emitowany w latach 2009–2010, powstały w koprodukcji stacji TV JOJ i TV Barrandov.
Słowacka premiera serialu odbyła się 1 września 2009 w telewizji Joj. Serial zdobył nagrodę portalu Kinema.sk jako „Wydarzenie telewizyjne roku 2009” (Televízna udalosť roku 2009).
Za reżyserię odpowiadali Peter Bebjak i Róbert Šveda.